# ルイージ・コンコーニ
ルイージ・コンコーニ（Luigi Conconi、1852年5月30日 - 1917年1月23日）は、イタリアの画家、版画家、建築家である。19世紀の後半にミラノを中心に展開された共和主義的作家たちの前衛芸術運動、「スカピリアトゥーラ派」(scapigliatura)のメンバーの一人である。

## 略歴
ミラノで生まれた。ヴァレーゼの名家の出身で会計士として働くピエトロ・コンコーニの息子で、叔父に画家のマウロ・コンコーニ(Mauro Conconi:  1815–1860)がいた。1872年からブレラ美術アカデミーで建築を学び始め、ミラノ工科大学でも学び1874年に建築のを学位を得た。建築家として働きながら、画家としても活動し、前衛芸術運動、「スカピリアトゥーラ派」のメンバーのトランクイッロ・クレモナ(1837-1878)やジュゼッペ・グランディ(1843-1894)、ダニエーレ・ランツォーニ(1843-1889)らと知り合い、1877年に彼らから影響を受けた絵画作品を描き、その年、パリのサロンに版画を出展し、好評を得た。1880年と1881年にさまざまなミラノの美術展に出展し、1882年にアルベルト・ドッシ(Alberto Pisani Dossi)、カルロ・ボルギ(Carlo Borghi)、ルカ・ベルトラーミ(Luca Beltrami)と風刺雑誌『グェリン・メスキーノ(Guerin Meschino)』の創刊メンバーとなり、長くイラストレーター、風刺画家として働いた。1882年には建築家として、賞も受賞した。
1885年まで、ミラノにスカピリアトゥーラ派の画家、ガエターノ・プレヴィアーティと共同のスタジオで働いた。1896年にヴァレーゼ県のヴォルトーレの旧修道院を購入し、住居、スタジオとして用いた。
1899年から1904年までミラノ市議会の議員として活動し、トリノやローマの展覧会の組織委員や審査員などを務めた。ミラノの公的な協会の美術教室で5年間教えた。1917年にミラノで没した。

## 作品

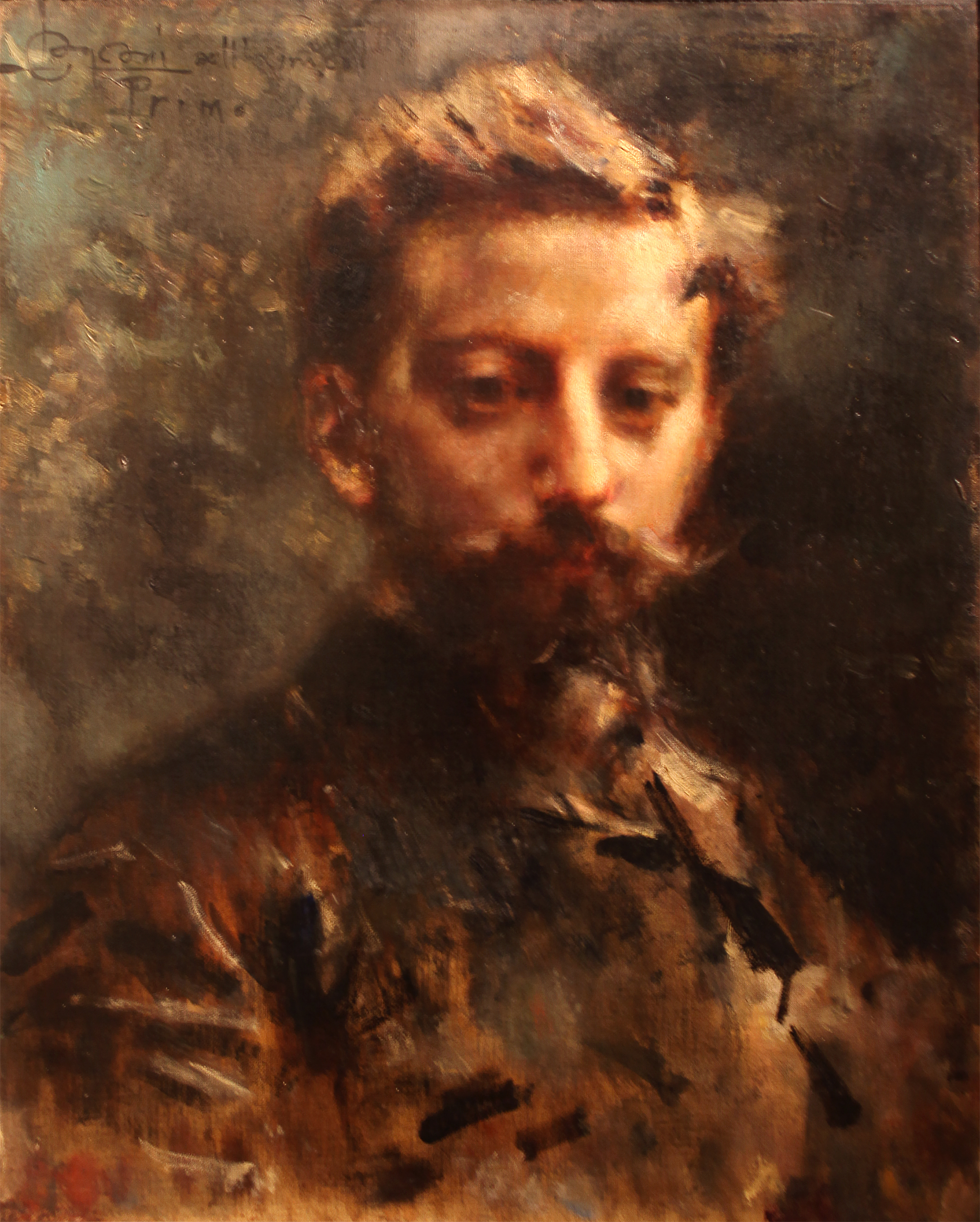
Primo Levi(ジャーナリスト)の肖像画(1880),Galleria d'Arte Moderna di Milano蔵
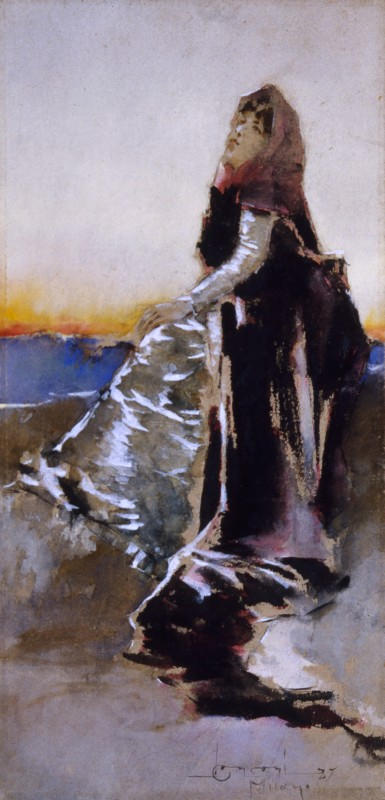
" Visione romantica" (1887)
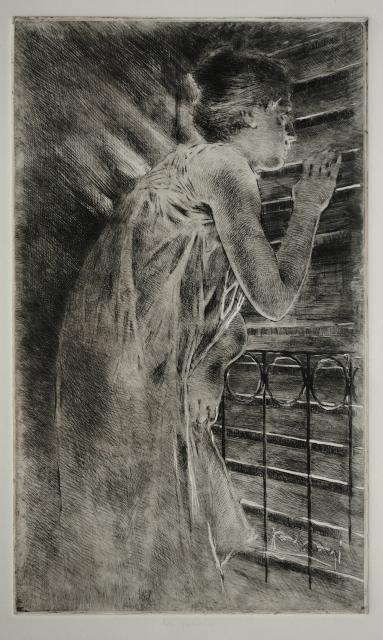
「嫉妬」1892年の版画
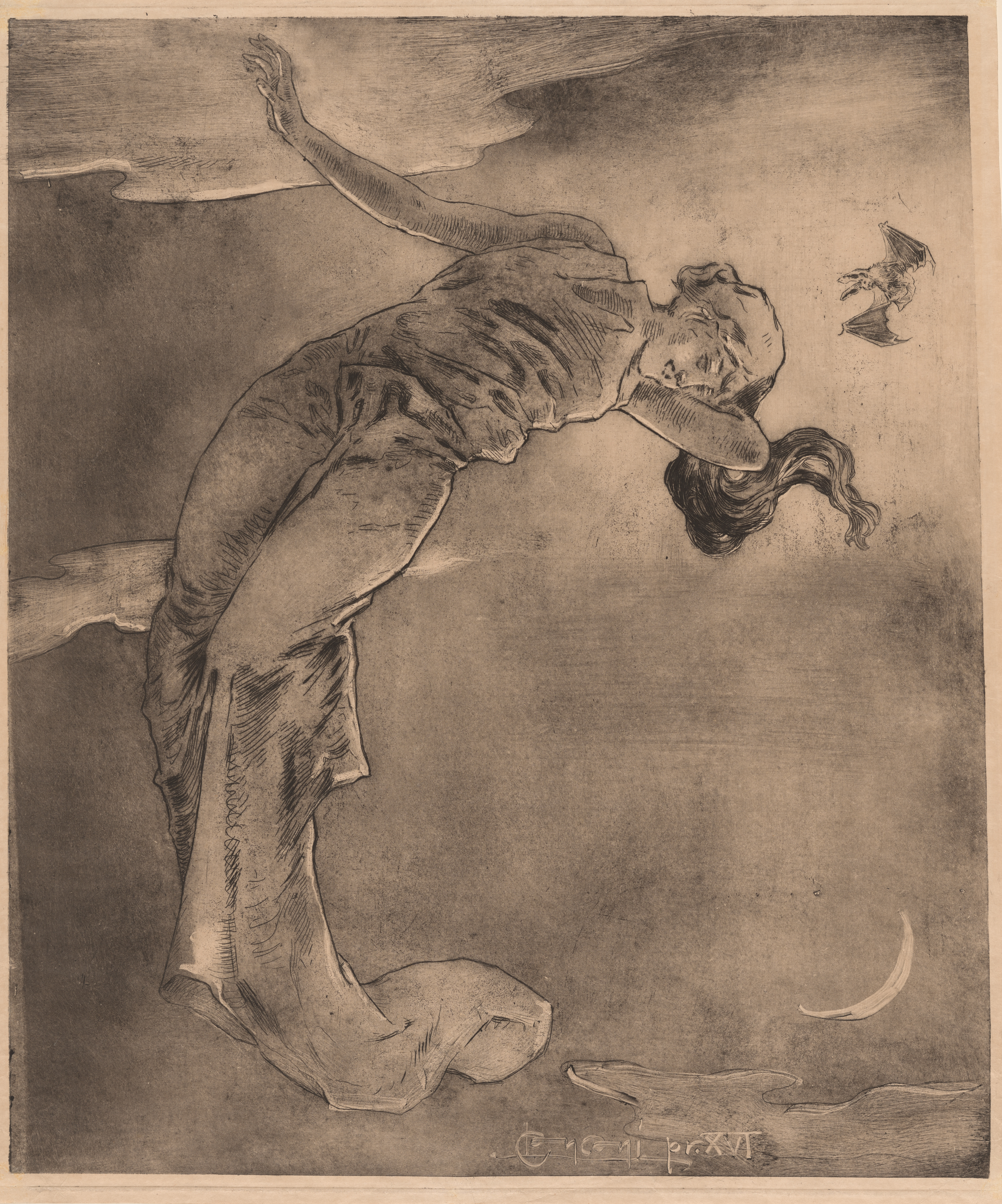
" The Wave (L'Onda)"(1896)